# ソフィスト
ソフィスト（英: Sophist、古希: Σοφιστής、古代ギリシア語ラテン翻字: Sophistēs、翻字: ソピステース）は、古典期ギリシア（前5世紀から前4世紀頃）のアテナイを中心に活動した、金銭を受け取って徳を教えるとされた弁論家・教育家の総称。
ギリシア語に忠実な読みはソピステースである。語源としては「賢くする」を意味する動詞「ソピゾー」（古希: σοφίζω、古代ギリシア語ラテン翻字: sophízō）から作られた名詞であり、「賢くする人」「智が働くようにしてくれる人」「教えてくれる人」といった意味がある。代表的なソフィストに、プロタゴラス、ヒッピアス、ゴルギアス、プロディコスがいる。彼らの同時代人にソクラテスがいる。

## 時代背景
ソロンの立法（紀元前594年）、クレイステネスの改革（紀元前507年）を経てアテナイには民主制が形成される。この世界史に初めて登場する民主制は、従来の有力・富裕氏族による独裁を防ぎ、選挙・抽選によって国民（女性・未成年・奴隷を除く）のほとんど全てが政治に関わることを可能とした。
しかし、ペロポネソス戦争の頃から、冷静に政治的判断を行うべき評議会（政務審査会）はその機能を失う。評議会には説得力のある雄弁を用いて言論を支配するデマゴーグ（煽動的民衆指導者）が現れるようになり、戦争期の興奮の中、デマゴーグの誘導によって国策が決められるようになってしまった。
そのような社会状況の中で、政治的成功を望む人間は大衆に自己の主張を信じさせる能力を必要とした。そのためには、自信たっぷりに物事を語ることで人々を納得させ、支持を取り付けるものとしての話術の習得が必須であった。ここに、大金を出して雄弁の技術を身につけようとする者と、それを教えるとするソフィストの関係が成り立つこととなった。

## 悪名としてのソフィスト
ソフィストという名は当時からすでに悪い意味で通用することが多かった。彼らが金銭と引き換えに徳を教えるとしていたことから、家柄に見合う立派な人柄に子供を育てたいと考える富裕な人びとが主にその商売相手になっていたことや、目に見えない論理の力で無理やりに相手を打ち負かす詭弁の方法を教えているという噂が、大衆の反発を買ったことは当然であるといえる。
しかしながら重要なのは、ソフィストはその思想内容によって区別されるものではないということである。彼らが相対主義者、もしくは危険思想の持ち主であるという偏見は、プラトンの対話篇『ゴルギアス』『国家』の登場人物であるカリクレスやトラシュマコスなどの「ソフィスト」のイメージに由来するものだと考えられる。しかし、現実に彼ら（カリクレス、トラシュマコス）がソフィストであったという確証はなく、知られている断片の内容も相対主義を積極的に唱えたというよりは、世間の常識を彼らの流儀で強弁したものに過ぎない。
彼らが相対主義者として際立つのは、ソフィストをただ相手を説得する手管に秀でたものとして定義し、哲学者との区別を強調したソクラテスが存在するためである（実際のソクラテスの言動がいかなるものであったかは、本人は著作を一切しなかったため資料として存在しない。あくまでも、片鱗として、プラトンの対話編やクセノポンの「ソクラテスの思い出」などからうかがい知ることができるものとしてのソクラテス像である）。言論を用いた問答競技の方法に過ぎなかった弁証法（古希: δῐᾰλεκτῐκή、古代ギリシア語ラテン翻字: dĭălektĭkḗ）を「無知の知」の自覚のために用い、真理（プラトンではイデア）の探求に向かわせるというソクラテスとの対比によってソフィストは批判対象となった。つまり、ソフィストが「徳を教える」といいながら「徳」がいったい何であるかを問題にすることがなかったこと、すなわち、徳とは何かがわからないのに、それを教えることができると称してお金を取り、「徳のようなもの」として、ソフィスト自身の思想等を教えていたことが、初めて批判されることになったのである。
また、ソフィストを危険思想の持ち主であるとする偏見と対応するようにソクラテスを既存の道徳の擁護者であるとする見方（ニーチェの影響か）も存在するが、これも極端な図式化である。
しかし、socialist→socialismなどに対応する語「sophism」には「詭弁」の意味しかない。sophist＝「詭弁屋」というシンプルな理解も十分合理的だろう。

## 評価
波多野精一は社会生活から乖離する傾向を有していた古代ギリシアの学問を社会生活へと結びつけ、その知識を普及させたことが「ソフィストの上げた学術文化史上の不朽の大業績」であると述べている。従来、古代ギリシアの学問は形而上学と自然学に集中していたが、弁舌で他者の心を動かす必要に迫られたソフィストは人間の心理の考察を自力で行わざるを得なかった。その考察の中で、ソフィストは諸説を検討することになったが、相互に相容れないこともある諸説の統合は容易ではなかった。また、実際の政治生活では、正反対の主張が同時に唱えられ、そのそれぞれにもっともな理屈の裏付けがあるという事態に遭遇することもあった。そうした経験もあって、ソフィストは認識論において懐疑論を主張するに至った。それこそがソフィストの学問的功績である。しかし、プロタゴラスにおいては真剣な学問だった懐疑論も、現実の生活に応用された途端に悪しき懐疑論に転落し、「どんな説でも人を説得すればそれでよい」という考えを導くに至った。その結果、古代ギリシアの社会秩序が大きく揺らいだというのが波多野のソフィスト評価である。

## ローマ帝国期のソフィスト
ローマ帝国期・3世紀のピロストラトスは、著書『ソフィスト列伝』で古典期のソフィストを再定義した。また同書などでは、ローマ帝国期のギリシア語弁論家もソフィストと称される。このローマ帝国期のソフィストは「第二次ソフィスト」と呼ばれる。